# Benedikt Stehle (Oberamtmann)
Benedikt Stehle (* 8. Februar 1801 in Betra; † 19. Februar 1867 in Sigmaringen) war ein hohenzollern-sigmaringischer und preußischer Beamter.
Stehle war der Sohn eines Lehrers. Er studierte Rechtswissenschaften. 1831 legte er die erste Staatsprüfung ab. 1828 bis 1830 war er Rechtskandidat am Oberamt Sigmaringen und 1830 bis 1832 Referendar am fürstlichen Hofgericht und Aushilfe bei der fürstlichen Regierung in Sigmaringen. Von 1852 bis 1837 war er Aktuar und dann bis 1844 Assessor beim Oberamt Sigmaringen. Ab 1844 wurde er Auditor am Militärgericht Sigmaringen und dann von 1844 bis 1852 Oberamtmann im Oberamt Straßberg. Seit dem Übergang von Hohenzollern-Sigmaringen zusammen mit Hohenzollern-Hechingen als Hohenzollernschen Lande an Preußen 1850 stand er im preußischen Verwaltungsdienst.
Zwischen 1852 und 1854 war er Oberamtmann im Oberamt Haigerloch und von 1854 bis zu seiner Pensionierung 1860 Oberamtmann im Oberamt Gammertingen.